# Komín

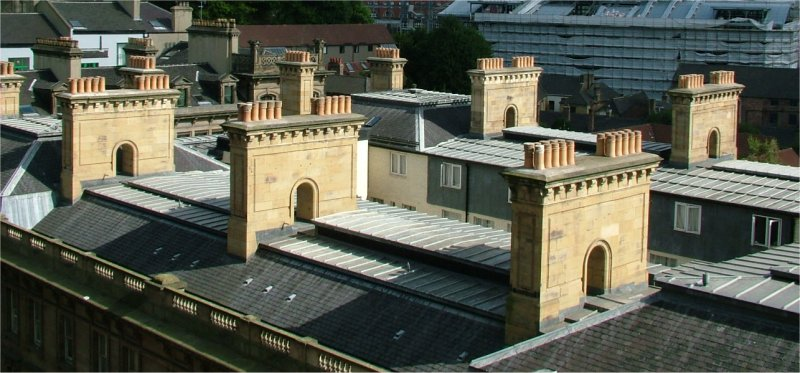
Řada komínů na střeše anglického domu (Newcastle upon Tyne)

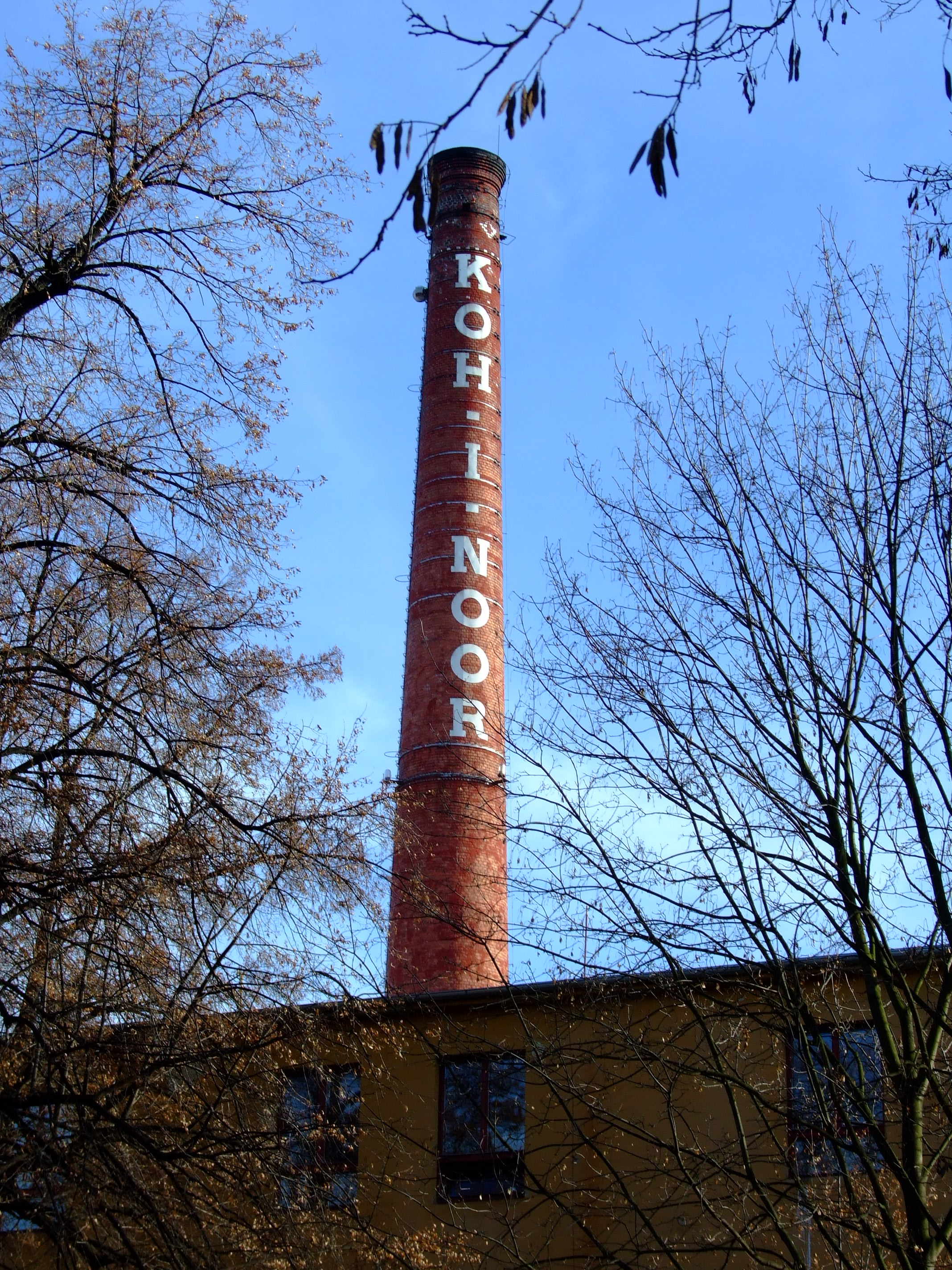
Komín v areálu firmy Koh-i-noor Hardtmuth v Českých Budějovicích

Komín je obvykle svislá stavba, část stavby či konstrukce, sloužící pro odvod spalin z topeniště.  Hlavními částmi moderního komínu jsou zpravidla komínový plášť a komínová vložka. Dutina uvnitř se nazývá průduch. Zaústění spotřebiče do komínu je sopouch. 
Odlišný význam má pojem spalinová cesta Podle § 43 zákona č. 133/1985, o požární ochraně, platí že spalinovou cestou se pro účely tohoto zákona rozumí dutina určená k odvodu spalin do volného ovzduší; za spalinovou cestu se nepovažuje odvod spalin z lokálních podokenních topidel o jmenovitém výkonu do 7 kW s vývodem přes fasádu. 

## Historie

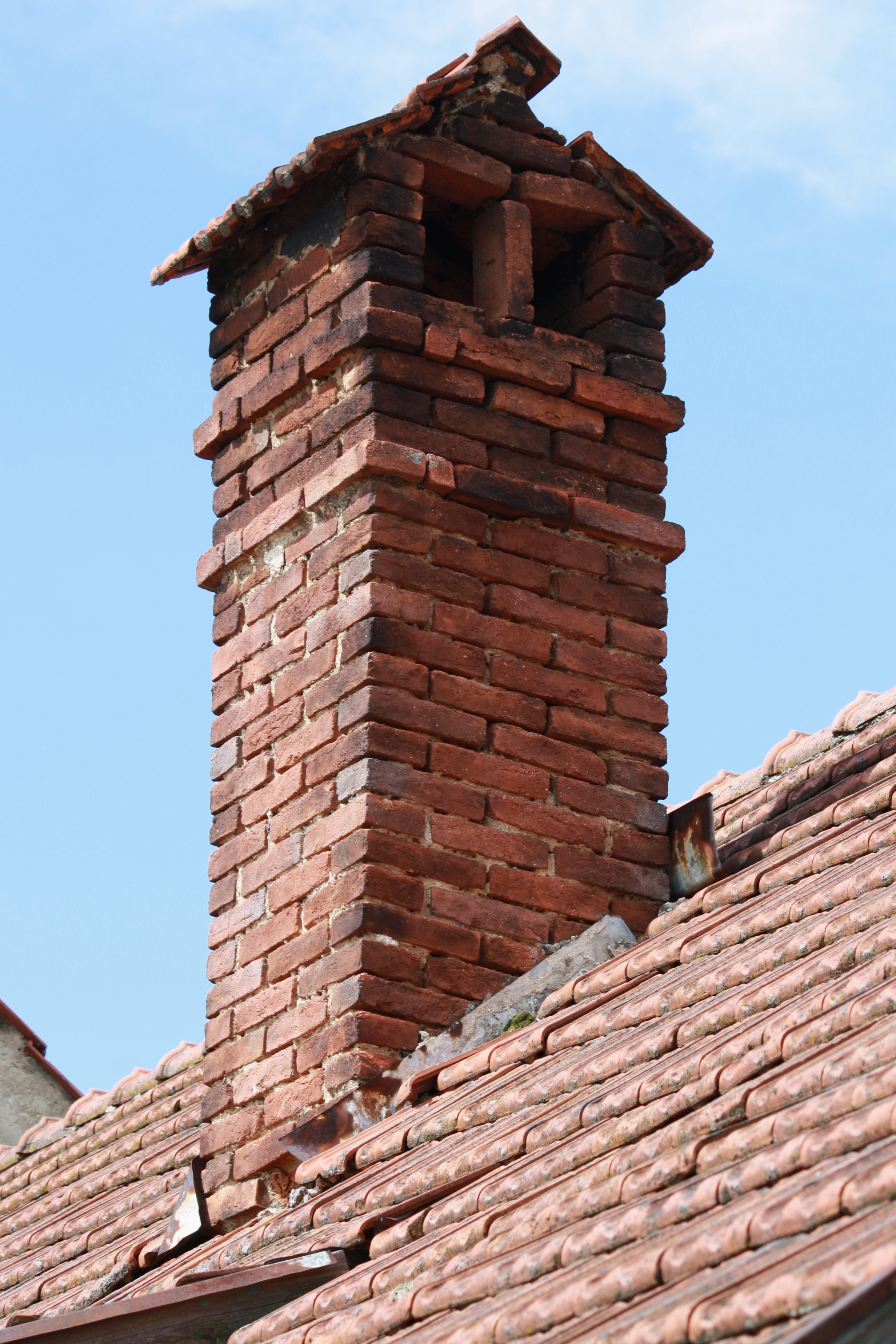
Zděný neomítnutý komín v Bukově

Předstupněm komína byl kouřový otvor ve střeše nebo u střechy, často s vlastní stříškou.
Nejstarším zařízením sloužícím k odvodu kouře ven z domu (respektive jizby) byl tzv. dymník odvádějící kouř do podkrovního prostoru.
Kolem 15. století se pak objevují již komíny sahající až nad samotnou střechu a odvádějící tak kouř zcela mimo dům. První komíny byly dřevěné či hlinitodřevěné, v průběhu 17. a 18. století se hlavně pod tlakem protipožární prevence přecházelo na komíny zděné a tedy nehořlavé. Jejich průduchy už byly svedeny až k zemi a využívaly tak k odvodu kouře umělého tahu. Ve starších stavbách byly běžné komíny jednovrstvé (bez komínové vložky). Dnes se běžně používají složitější vícevrstvé komínové systémy. 

## Funkce komínu
Komín je v největší míře využíván k odvádění spalin z objektů. Napojují se tedy na něj kamna, pece, krby nebo kotle a další spotřebiče pro různé druhy paliv, u kterých komín funguje jako jednoduché zařízení, zajišťující odvod spalin z topeniště. Horké spaliny v komíně mají nižší hustotu než venkovní neohřátý vzduch, jsou proto vytlačovány a stoupají komínem vzhůru a na jejich místo je vytlačován („nasáván“) čerstvý vzduch.
Tlaku, vyvolanému rozdílem hustot spalin a okolního vzduchu, který žene vzduch komínem, se říká tah komína.
Tah komína je závislý kromě poměru hustot ohřátých plynů a okolí i na objemu spalin v něm, tedy jeho výšce a vnitřním průměru. Proto jsou v průmyslových provozech stavěny vysoké komíny. V případě, že je nemožné stavět vysoký komín nebo má komín odvádět studené plyny, jsou montována zařízení pro umělý tah – tahové ventilátory. Příkladem může být dyšna parních lokomotiv nebo ventilátor.

## Údržba – kontrola, čištění a revize komínů (spalinových cest)

### Čištění
Čištění komínů provádí pouze oprávněná osoba podle Zákona č. 133/1985 Sb. a vyhlášky č. 34/2016 Sb. tak, že se nejdříve odstraní saze ze spalinové cesty a jejích komponentů, následně se vyberou pevné části spalin z půdice (dno spalinové cesty) a vyberou se také kondenzáty ze spalinové cesty. Čištění spalinové cesty napojené na topidlo o výkonu do 50 kW (např. rodinné domky) a náhradní zdroje elektrické energie (dieselagregáty) si může provést sám majitel. Čištěním je také vypálení spalinové cesty odolné proti vyhoření, které může provést jen oprávněná osoba. Frekvence čištění spalinové cesty se určuje podle druhu paliva, frekvence provozu (celoroční nebo sezónní) a podle výkonu topidla.
Ve stavbě pro rodinnou rekreaci se čištění provádí nejméně jedenkrát ročně a kontrola nejméně jedenkrát za dva roky.
Pokud se čištění neprovede, může dojít k zapálení usazených sazí a následnému komínovému požáru.

### Kontrola
Kontrolu spalinové cesty je nutno provést podle zákona č. 133/1985 Sb. a vyhlášky č. 34/2016 Sb. minimálně jednou ročně od všech druhů spotřebičů: krby, kamna, ohřívače vody, kotle, sálavá topidla, ohřívače vzduchu a další, tedy všechny spotřebiče, které spalují plynná, kapalná nebo pevná paliva a jsou připojena na spalinovou cestu, patří sem i tzv. turbo kotle a kondenzační kotle vyústěné přes fasádu budovy nebo vedené přes střechu. Výjimku tvoří spalinová cesta napojená na topidlo o výkonu nad 50 kW (např. topidlo teplárny, které může dosáhnout až desítek MW) a využívá pevný druh paliva, kde se kontrola provádí dvakrát ročně.
Kontrolu může provádět pouze oprávněná osoba, která je držitelem živnostenského oprávnění v oboru kominictví. Při kontrole kominíci zjišťují, zda je spalinová cesta bezpečná, neohrožuje majetek a zdraví, popřípadě nařídí odstranění překážek a závad.

### Revize
Revizi provádí oprávněná osoba, která je držitelem živnostenského oprávnění v oboru kominictví a je současně revizním technikem spalinových cest.
Revize spalinové cesty se provádí dle vyhlášky č. 34/2016 Sb.]
- před uvedením nové spalinové cesty do provozu nebo po každé stavební úpravě komínu,
- při změně druhu paliva připojeného spotřebiče paliv,
- při připojením spotřebiče paliv do nepoužívané spalinové cesty,
- při výměně spotřebiče paliv s výjimkou výměny spotřebiče stejného druhu, typu, provedení a výkonu za podmínky, že způsobilost spalinové cesty je potvrzena zprávou o provedení čištění a kontroly spalinové cesty,
- po komínovém požáru, nebo
- při vzniku trhlin u používané spalinové cesty, jakož i při důvodném podezření na výskyt trhlin u používané spalinové cesty.

Od roku 2016 kominík nebo revizní technik spalinových cest, který zjistí nedostatky, bezprostředně ohrožující zdraví, život nebo majetek osob, je povinen hlásit tyto závady stavebnímu úřadu při technických závadách a orgánu státního požárního dozoru při nedodržení požární bezpečnosti.

## Zpráva o provedeném čištění, kontrole nebo revizi
Po čištění, kontrole nebo revizi je oprávněná osoba povinna předat objednateli písemnou zprávu o provedeném čištění nejpozději do 10 pracovních dní. Pokud právnická nebo podnikající fyzická osoba vyčistí komín svépomocí, je povinna o tom učinit písemný záznam.

## Pokuty
Pokud majitel poruší zásady bezpečného provozu komínu nebo ho provozuje v rozporu se zákonem 133/1985 Sb., může dostat pokutu do výše 10 000 Kč, pokud nejde o trestný čin.
Pokud právnická nebo podnikající fyzická osoba provozuje spalinovou cestu v rozporu se zákonem 133/1985 Sb., tak může dostat pokutu do výše 100 000 Kč.
Pokud oprávněná osoba provede čištění, kontrolu nebo revizi v rozporu se zákonem 133/1985 Sb. nebo nevydá písemnou zprávu o provedeném čištění, kontrole nebo revizi, může dostat pokutu do výše 50 000 Kč.

## Vložkování komínů

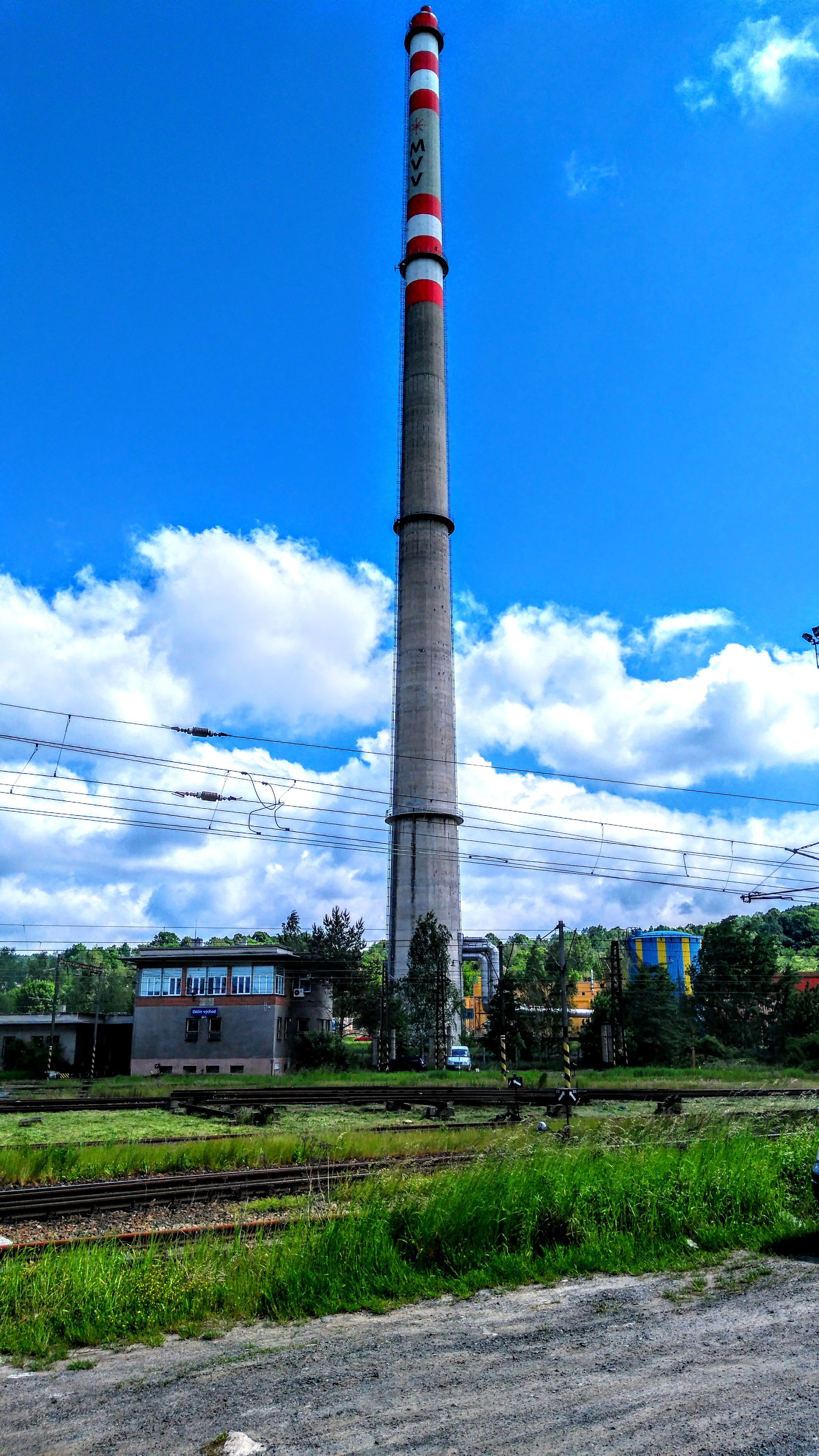
Komín Termo Děčín (170,5 m)

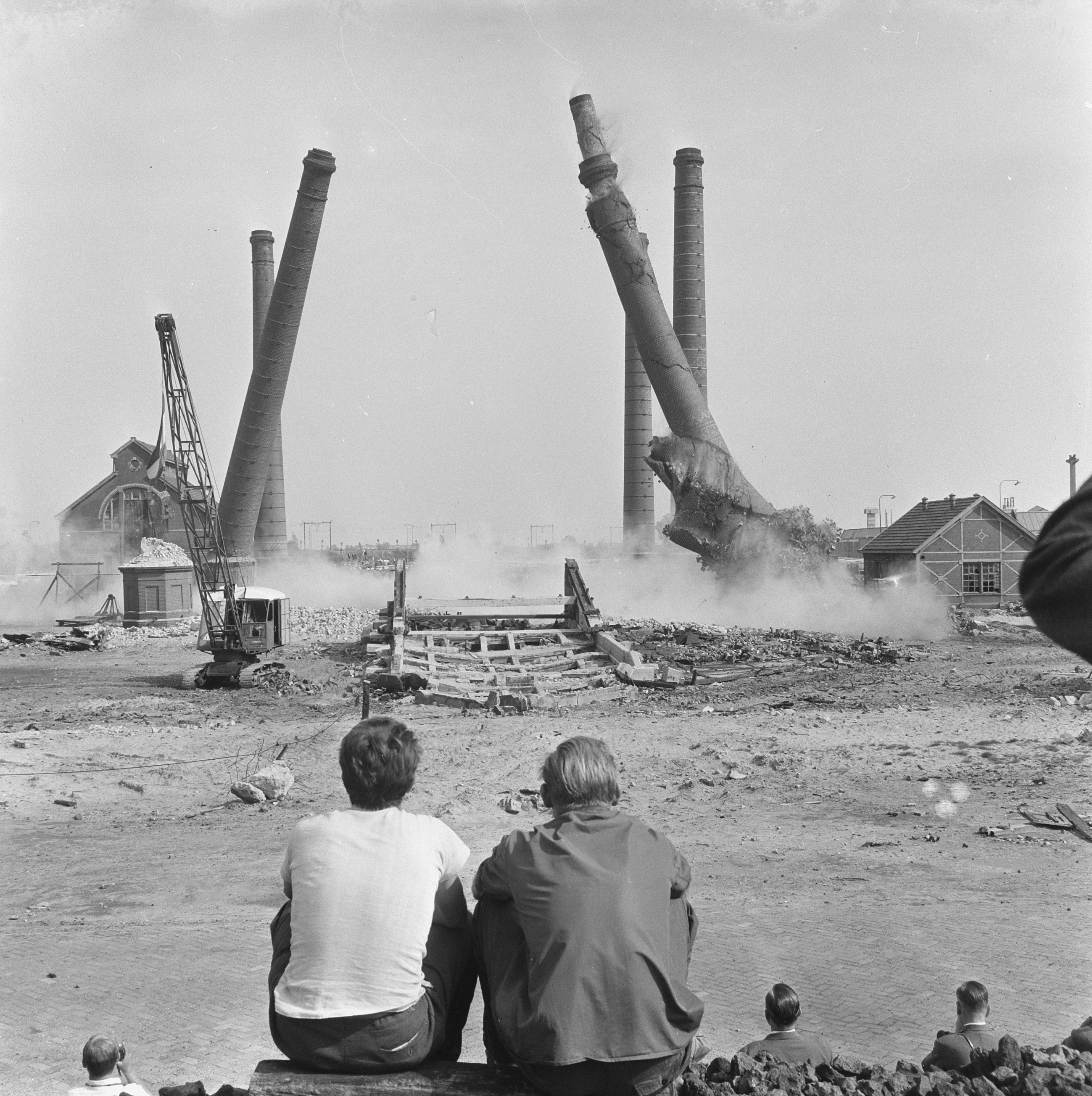
Demolice komínů odstřelem, Amsterdam, 1965

Každý komín má svoji životnost. Pokud komínový průduch z jakýchkoli důvodů neodpovídá platným předpisům, přestavba komínu je nevyhnutelná. Rekonstrukce komínů pomocí vložkování je šetrný způsob, jak lze prodloužit životnost každého komínu. Často předchází vložkování i frézování komína v případě spotřebičů na pevná paliva především. U spotřebičů na plyn to tak časté není. Děje se tak proto, že průduch komína je nutné zvětšit a po vyfrézování je nutné komín vyvložkovat z důvodu ztenčení cihelné vyzdívky, která tímto již neplní funkci spalinové cesty sama o sobě. Následné kvalitní vložkování pomocí vyhovujících a bezpečných materiálů zajistí dobrý tah při jakémkoliv druhu paliva, odolnost vůči nasákavosti a vlhkosti, čisté ovzduší bez kouřového zápachu spalin v domě a také bezpečné připojení moderního spotřebiče. Každá úprava nebo zásah do komína – spalinové cesty musí odpovídat "kominické" normě ČSN 73 4200 a ČSN 73 4201 a být schváleny revizním technikem spalinových cest dle vyhlášky č. 34/2016 Sb.

## Základní části komínu
- kouřovod – průchozí část komínu sloužící k odvodu spalin z topidla; může mít čtvercový, obdélníkový či kruhový průřez a je často vyrobená z plechu nebo keramiky (např. šamot)
- komínový plášť nebo komínové těleso – vnější vrstva komínu (u rodinných domků zjm. z cihel a malty)
- půdice – dno spalinové cesty, ze kterého se odebírají pevné části spalin
- vybírací otvor – zřizuje se v nejnižší části komína (zpravidla ve sklepě apod.) a slouží k vybírání popílku a sazí z půdice
- sopouch – otvor, který spojuje vývod spalin ze spotřebiče s průduchem
- vymetací otvor – zřizuje se na půdách, jestliže nelze vymetat komín z lávky na střeše
- komínová hlava – poslední část komínu nad střechou
- komínová stříška – kryje komínovou hlavu
- kontrolní otvor – otvor, který se zavádí, pokud je kompletní čištění komínu ze střechy nemožné, tj. pokud je komín příliš vysoký nebo pokud se vyhýbá stavební konstrukci (v tom případě se umístí pod ohyb)

## Rozdělení komínů

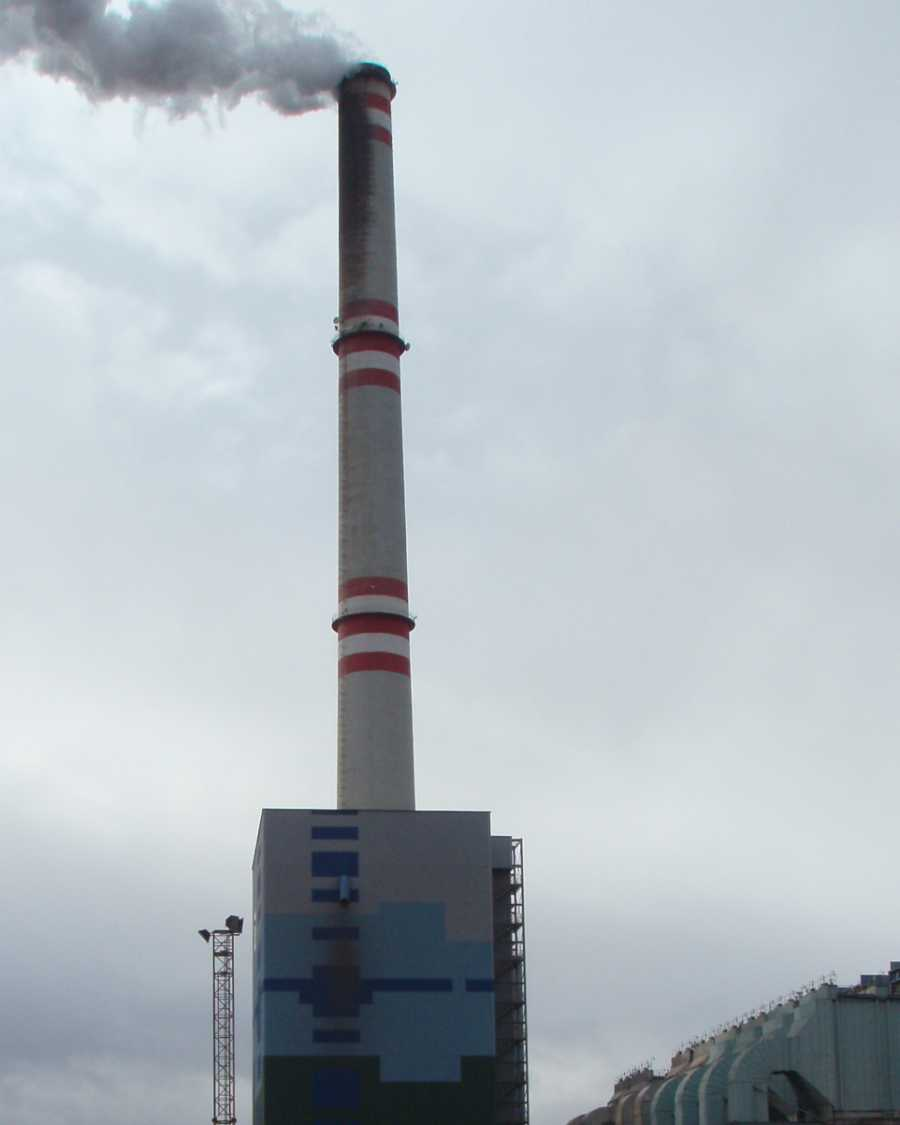
Komín elektrárny Prunéřov I

- podle konstrukčního uspořádání dělíme komíny na jednovrstvé – komínový průduch je obklopen komínovým pláštěm a na vícevrstvé – komínový průduch tvoří vložka a ta je obklopena izolační vrstvou a až potom je plášť.
- podle počtu průduchů dělíme komíny na jednotlivé – s jedním průduchem a sdružené – s více průduchy, které mohou být ve více řadách.
- podle uspořádání průduchů komíny dělíme na průběžné – všechny průduchy mají půdice v nejnižším podlaží a podlažní – průduchy mají půdice v těch podlažích, kde jsou připojeny spotřebiče.
- podle připojování spotřebičů komíny dělíme na samostatné – spaliny se odvádí jedním průduchem z jednoho podlaží a společné – jedním průduchem se odvádí spaliny z více podlaží.
- podle průběhu podélné osy dělíme komíny na přímé – osa je svislá a nepřímé – osa průduchu se odklání od svislice.
- podle způsobu provedení dělíme na zděné – ze speciálních tvarovek, dále pak na montované a jednolité.
- podle vztahu ke svislým konstrukcím dělíme na vestavěné, přistavěné a samostatně stojící.

## Zajímavosti
- Nejvyšší komíny:
  - V Česku mají nejvyšší komíny elektrárna Chvaletice a elektrárna Prunéřov (oba 300 m) a elektrárna Mělník – Horní Počáply (270 m).
  - Nejvyšší komín v Evropě se nachází ve Slovinsku jako součást tepelné elektrárny Trbovlje a je vysoký 360 metrů.
  - Nejvyšší komín na světě se nachází ve městě Ekibastuz v Kazachstánu a měří 420 metrů.
- Výška komínové hlavy (nadstřešní část komína) je definována státní normou. Platí, že komín do dvou metrů od hřebene střechy musí přesahovat tečnu vedenou hřebenem střechy o 650 mm.
- Při připojování spotřebičů s vyšší teplotou spalin je důležité dilatačně oddělit kovový kouřovod od keramického hrdla sopouchu tak, aby spoj těsnil, avšak aby zároveň eliminoval rozdílné rozměrové změny obou materiálů při změnách teploty, toho lze docílit napojovacími adaptéry.
- Milovníci lezení na komíny si říkají komínáři. Mají vlastní sdružení, pravidla a specifický slovník.[3][4][5]

## Lokomotivní komín
Zvláštní kapitolu tvoří komín parních dopravních prostředků, speciálně parních lokomotiv. Lokomotivní parní kotel je konstruován pro vysoké plošné tepelné zatížení. Relativně malý lokomotivní parní kotel musí dodávat tepelný výkon až v řádech megawattů. Výška komína je přitom omezena průjezdným profilem. Zároveň je nutno zajistit, aby z relativně krátkého komína neodlétaly jiskry, které by mohly způsobit požár. Byla proto vyvinuta řada komínů, které tyto protichůdné požadavky splňovaly. Dostatečný průchod spalin nízkým komínem zajišťuje už od počátku vývoje parních lokomotiv dyšna. První komíny nízkých lokomotiv byly vysoké válce, nebo vzhůru se rozšiřující kužely. Pod komín se často montovalo síto pro zachycení sazí. Na konci 19. století bylo vyvinuto několik typů baňatých komínů.